# Danuta Joppek
Danuta Joppek (née à Węglówka) est une artiste polonaise, dessinatrice, scénographe et designer.
Elle est diplômée en 1989 de L’École nationale supérieure des arts plastiques à Poznań (actuellement l’École des Beaux-Arts à Poznań), sous la tutelle du professeur Twardowski. Parallèlement, elle étudiait à l’École nationale supérieure des arts plastiques à Gdansk où, en 1990, elle a obtenu son diplôme dans l’atelier du professeur Lajming, et un autre en dessin chez le professeur Smieszewski, ainsi qu’une spécialisation dans l’atelier de linographie et de lithographie, chez le professeur Tumielewicz.
Dans les années 1986–1991, elle travaillait en tant que scénographe, au théâtre Wybrzeze à Gdansk entre autres, et comme paysagiste.
Elle expose depuis 1986. L’artiste vit et travaille à Gdansk - Swibno.

## Principales expositions individuelles
- 1986 Galerie Gil, Cracovie- dessin et peinture
- 1987 Galerie Polibuda A.Pawlaka, Gdansk – dessin et graphique
- 1990 Galerie Rękawka, Cracovie - peinture
- 1990 Foyer Teatru Wybrzeże, Gdansk - peinture
- 1991 Klub Aktora, Gdansk - peinture
- 1994 Cotton Club, Gdansk – une performance mariant poésie, musique et peinture (avec la participation de I. Wojtczak - saxophone, D. Kolak, T. Kowalik et F. Staniewski)
- 1996 Musée municipal, Saint-Paul-de-Vence, "La Peinture et la Poésie à Quatre Mains"
- 1997 Galerie Bunkier, Gdansk "Abélard et Héloïse - Inspirations"
- 1998 Galerie Les Arcenaulx, Marseille
- 1999 Galerie Na Zamku, Musée Warmii i Mazur, Lidzbark Warmiński
- 2000 Galerie Mała, Gdansk "Nous deux, nous trois" (avec Marek Wróbel) - peinture
- 2000 Dworek Artura, Gdansk "Nulla Dies sina Linea" (avec Eleżbieta Tęgowska et Henryk Kulesza)
- 2001 SCK Galerie A, Starogard Gdański "Afirmation I" (avec Eleżbieta Tęgowska i Krystyna Andrzejewska-Marek) - peinture
- 2001 Ratusz Głównomiejski, Musée historique de la ville de Gdansk, "Afirmation II"
- 2002 Galerie Arsenał, Toruń - peinture
- 2003 MKT Plama, Gdansk "Fenêtres de mon enfance I" - assemblage
- 2005 Archipelag Kultury Wyspa Skarbów, Gdansk "Fenêtres d’hiver de mon enfance II" - assemblage
- 2005 Musée national, département d’art contemporain, Pałac Opatów, Gdansk - "Les adieux" - peinture
- 2006 Galeria Punkt GTPS, Gdansk "Electrocardiogramme" - peinture
- 2006 Galeria ZPAP, Gdansk - peinture
- 2006 Dainava, Druskieniki, Lituanie - "Qui tu es pour moi, qui suis-je moi pour toi" - peinture
- 2006 Galerie Żak, Gdansk "Les histoires épistolaires" - peinture, collage
- 2006 Association de l’Amitié franco-polonaise, Gdynia - dessin, collage, performance
- 2007 CS Galerie EL, Elbląg " Visions de mon enfance mais pas seulement" – peinture

## Principales expositions collectives
- 1986/1989 Studenckie poplenerowe, Żarnowiec 1988 - prix
- 1991 Galerie arche, Gdansk
- 1991 Galerie Rękawka, Cracovie
- 1992 Galerie Brama, Varsovie
- 1993 Galeria Karlsruhe, Allemagne
- 1995 Galerie PGS, Legnica "Les chemins artistiques" – exposition des lauréats
- 1996 Galerie Pod Gobelinem, Różyny
- 1996 Galerie Espace Rose de Mai, La Colle sur Loup, France
- 1999 Église de St. Jean, Gdansk "Les liaisons"
- 2001 Galerie 78, Gdynia "Post Scriptum"
- 2001 Galerie Podlaska, Biała Podlaska "Artistes de Gdansk"
- 2001 CS Galerie El, Elbląg "La durée"
- 2001 Galerie 78, Gdynia "Tractus"
- 2002 SCK Galerie A, Starogard Gdanski "L’art de Gdansk"
- 2002 Galerie Na Wieży, Gdansk "Les critiques"
- 2002 Galerie Alternatywa, Gdańsk "Czakram, Pamięci prof. Edwarda Sitka"
- 2003 Galerie 78, Gdynia "La revue artistique de Gdynia"
- 2004 Stągwie Mleczne, Gdańsk "L’exposition de trois" (avec Mariusz Kułakowski i Zbigniew Wąsiel)
- 2005 Dworek Artura, Gdańsk "Un ange gardien personnel"
- 2005 Galerie Mała, Gdańsk "La coexistence"
- 2005 Musée National, Division d’Art Contemporain, Opatów Pałace, Gdansk "La mémoire et la participation"
- 2005 Galerie Hôtel de Ville, Le Havre, France
- 2005 Galerie 78, Gdynia "Les Artistes de Trojmiasto"
- 2005 Miejska Galeria Sztuki MM, Chorzów "Les Artistes de Trojmiasto"
- 2005 Archipelag Kultury Wyspa Skarbów, Gdańsk "Aqua Terra"
- 2006 Ratusz Głównomiejski, Gdańsk "Le code barre"

## Distinctions
- Concours des Étudiants, Sopot 1988
- Concours des Étudiants, Sopot 1989
- Concours National "La peinture des jeunes – Promotions 1990", BWA Legnica
- "IIe Biennale nationale de la peinture et du tissu artistique" Gdansk
- Atelier de peinture "Żarnowiec 1988"

## Bourses
- 1996 Ministère de la Culture et des Arts
- 2000 Ville de Gdansk
- 2007 Ville de Gdansk
- 2009 Ville de Gdansk
- 1996 Parrainage de Musée historique de la ville de Gdansk
- 1996 ZONTA International Club
- 2000 Parrainage de Voïvode de Gdańsk (exposition "La peinture et la Poésie à quatre mains" à Saint-Paul-de-Vence)
- 2002 Parrainage de Musée Historique de la ville de Gdansk

## Principaux textes
- A. Pawlak, catalogue de l’exposition "La peinture et la Poésie à quatre mains »
- A. Verdet, voir ci-dessus
- M. Gaudet (Fr.) "Patriote Côte d'Azur", 3 octobre 1996
- L. Bonnefous (Fr.) "Nice Matin", 14 septembre 1996
- J. Janowski (interview accompagnant l’exposition à la galerie ZPAP 2006)
- W. Nocny "Wyspa Sobieszewska" 2000, 2008
- P. Kawiecki "Autographe" juillet – août 2003, mars - avril 2007, "Pomerania" janvier-février 1998
- A. Jęsiak "Hébdomadaire Trójmiasto" 9 décembre 1998
- K. Ostrowski "Kachu" catalogue de l’exposition "Affirmation" 2001
- J. Kotlica "Autogrphe" mai - juin 2000, novembre-décembre 2005

## Ses œuvres font partie des collections
- Musée National à Gdansk
- T. Kawiak (Grasse, France, Tanger, Maroc)
- J. Aldebert (Nîmes, France)
- A. Lubawy (Toruń, Pologne)
- Y. Preyva (Costa Rica)